# Strade Bianche 2024
Strade Bianche 2024 var den 18. udgave af det italienske cykelløb Strade Bianche. Det 215 km lange linjeløb blev kørt den 2. marts 2024 med start og mål i Siena i det sydlige Toscana. Løbet var femte arrangement på UCI World Tour 2024.
Slovenske Tadej Pogačar fra UAE Team Emirates kom alene til mål, og vandt med 2 minutter og 44 sekunders forspring til lettiske Toms Skujiņš fra Lidl-Trek.

## Resultater
| \| Samlede stilling \| Samlede stilling \| Samlede stilling \| Samlede stilling \| Samlede stilling \| \| Rytter \| Rytter \| Hold \| Tid \| \| \| ---------------- \| ------------------ \| -------------------------- \| ---------------- \| ---------------- \| \| 1. \| Tadej Pogačar \| UAE Team Emirates \| 5t 19' 45" \| \| \| 2. \| Toms Skujiņš \| Lidl-Trek \| + 2' 44" \| \| \| 3. \| Maxim Van Gils \| Lotto Dstny \| + 2' 47" \| \| \| 4. \| Tom Pidcock \| Ineos Grenadiers \| + 3' 50" \| \| \| 5. \| Matej Mohorič \| Bahrain Victorious \| + 4' 26" \| \| \| 6. \| Benoît Cosnefroy \| Decathlon-AG2R La Mondiale \| + 4' 39" \| \| \| 7. \| Davide Formolo \| Movistar Team \| + 4' 41" \| \| \| 8. \| Lenny Martinez \| Groupama-FDJ \| + 4' 48" \| \| \| 9. \| Filippo Zana \| Team Jayco AlUla \| + 4' 49" \| \| \| 10. \| Christophe Laporte \| Team Visma \\| Lease a Bike \| + 5' 17" \| \| |                    |                            |            |
| |                    |                            |            |
| Kilde: ProCyclingStats |                    |                            |            |
| Samlede stilling |                    |                            |            |
| Rytter | Rytter             | Hold                       | Tid        |
| 1. | Tadej Pogačar      | UAE Team Emirates          | 5t 19' 45" |
| 2. | Toms Skujiņš       | Lidl-Trek                  | + 2' 44"   |
| 3. | Maxim Van Gils     | Lotto Dstny                | + 2' 47"   |
| 4. | Tom Pidcock        | Ineos Grenadiers           | + 3' 50"   |
| 5. | Matej Mohorič      | Bahrain Victorious         | + 4' 26"   |
| 6. | Benoît Cosnefroy   | Decathlon-AG2R La Mondiale | + 4' 39"   |
| 7. | Davide Formolo     | Movistar Team              | + 4' 41"   |
| 8. | Lenny Martinez     | Groupama-FDJ               | + 4' 48"   |
| 9. | Filippo Zana       | Team Jayco AlUla           | + 4' 49"   |
| 10. | Christophe Laporte | Team Visma \| Lease a Bike | + 5' 17"   |

## Hold og ryttere
| UCI WorldTeams (18)- Alpecin-Deceuninck - Arkéa-B&B Hotels - Astana Qazaqstan Team - Bahrain Victorious - Bora-Hansgrohe - Cofidis - Decathlon-AG2R La Mondiale - EF Education-EasyPost - Groupama-FDJ - Ineos Grenadiers - Intermarché-Wanty - Lidl-Trek - Movistar Team - Soudal Quick-Step - Team dsm-firmenich PostNL - Team Jayco AlUla - Team Visma \| Lease a Bike - UAE Team Emirates UCI ProTeams (7)- Israel-Premier Tech - Lotto Dstny - Q36.5 Pro Cycling Team - Corratec-Vini Fantini - Polti Kometa - Tudor Pro Cycling Team - Uno-X Mobility |
| |

### Danske ryttere
| Danske ryttere på startlisten |                         |                       |           |
| Rygnummer                     | Rytter                  | Hold                  | Placering |
| 85                            | Mikkel Honoré           | EF Education-EasyPost | 47        |
| 162                           | Kasper Asgreen          | Soudal Quick-Step     | 40        |
| 185                           | Christopher Juul-Jensen | Team Jayco AlUla      | DNF       |
| 214                           | Alexander Kamp          | Tudor Pro Cycling     | DNF       |
| 231                           | Magnus Cort             | Uno-X Mobility        | 27        |

* DNF = gennemførte ikke

### Startliste
| Ineos Grenadiers IGD | Ineos Grenadiers IGD     | Ineos Grenadiers IGD |
| -------------------- | ------------------------ | -------------------- |
| Nr.                  | Rytter                   | Placering            |
| 1                    | Tom Pidcock (GBR)        | 4.                   |
| 2                    | Thymen Arensman (NED)    | DNF                  |
| 3                    | Geraint Thomas (GBR)     | 71.                  |
| 4                    | Kim Heiduk (GER)         | 72.                  |
| 5                    | Michał Kwiatkowski (POL) | DNF                  |
| 6                    | Salvatore Puccio (ITA)   | DNF                  |
| 7                    | Magnus Sheffield (USA)   | 18.                  |

| Alpecin-Deceuninck ADC | Alpecin-Deceuninck ADC      | Alpecin-Deceuninck ADC |
| ---------------------- | --------------------------- | ---------------------- |
| Nr.                    | Rytter                      | Placering              |
| 11                     | Quinten Hermans (BEL)       | 69.                    |
| 12                     | Nicola Conci (ITA)          | HD                     |
| 13                     | Michael Gogl (AUT)          | 63.                    |
| 14                     | Juri Hollmann (GER)         | 87.                    |
| 15                     | Oscar Riesebeek (NED)       | DNF                    |
| 16                     | Fabio Van den Bossche (BEL) | DNF                    |
| 17                     | Gianni Vermeersch (BEL)     | 32.                    |

| Arkéa-B&B Hotels ARK | Arkéa-B&B Hotels ARK     | Arkéa-B&B Hotels ARK |
| -------------------- | ------------------------ | -------------------- |
| Nr.                  | Rytter                   | Placering            |
| 21                   | Vincenzo Albanese (ITA)  | 97.                  |
| 22                   | Anthony Delaplace (FRA)  | DNF                  |
| 23                   | Simon Guglielmi (FRA)    | DNF                  |
| 24                   | Cristián Rodríguez (ESP) | DNF                  |
| 25                   | Kévin Ledanois (FRA)     | DNF                  |
| 26                   | Kévin Vauquelin (FRA)    | 21.                  |
| 27                   | Clément Venturini (FRA)  | 42.                  |

| Astana Qazaqstan Team AST | Astana Qazaqstan Team AST         | Astana Qazaqstan Team AST |
| ------------------------- | --------------------------------- | ------------------------- |
| Nr.                       | Rytter                            | Placering                 |
| 31                        | Simone Velasco (ITA) (landevej)   | 59.                       |
| 32                        | Jevgenij Fedorov (KAZ)            | DNF                       |
| 33                        | Gianmarco Garofoli (ITA)          | 33.                       |
| 34                        | Michele Gazzoli (ITA)             | DNF                       |
| 35                        | Gleb Brussenskij (KAZ) (landevej) | DNF                       |
| 36                        | Harold Martín López (ECU)         | HD                        |
| 37                        | Ide Schelling (NED)               | 76.                       |

| Bora-Hansgrohe BOH | Bora-Hansgrohe BOH     | Bora-Hansgrohe BOH |
| ------------------ | ---------------------- | ------------------ |
| Nr.                | Rytter                 | Placering          |
| 41                 | Sergio Higuita (COL)   | 34.                |
| 42                 | Giovanni Aleotti (ITA) | DNF                |
| 43                 | Cesare Benedetti (POL) | DNF                |
| 44                 | Patrick Gamper (AUT)   | DNF                |
| 45                 | Lennard Kämna (GER)    | 20.                |
| 46                 | Jonas Koch (GER)       | DNF                |
| 47                 | Daniel Martínez (COL)  | 37.                |

| Cofidis COF | Cofidis COF            | Cofidis COF |
| ----------- | ---------------------- | ----------- |
| Nr.         | Rytter                 | Placering   |
| 51          | Guillaume Martin (FRA) | 67.         |
| 52          | Thomas Champion (FRA)  | 54.         |
| 53          | Eddy Finé (FRA)        | DNF         |
| 54          | Jonathan Lastra (ESP)  | 98.         |
| 55          | Simon Geschke (GER)    | 52.         |
| 56          | Axel Mariault (FRA)    | DNF         |
| 57          | Axel Zingle (FRA)      | 85.         |

| Team Corratec-Vini Fantini COR | Team Corratec-Vini Fantini COR | Team Corratec-Vini Fantini COR |
| ------------------------------ | ------------------------------ | ------------------------------ |
| Nr.                            | Rytter                         | Placering                      |
| 61                             | Valerio Conti (ITA)            | DNF                            |
| 62                             | Davide Baldaccini (ITA)        | DNF                            |
| 63                             | Niccolò Bonifazio (ITA)        | DNF                            |
| 64                             | Valentin Darbellay (SUI)       | 84.                            |
| 65                             | Lorenzo Quartucci (ITA)        | 51.                            |
| 66                             | Kristian Sbaragli (ITA)        | 83.                            |
| 67                             | Mark Stewart (GBR)             | DNF                            |

| Decathlon-AG2R La Mondiale DAT | Decathlon-AG2R La Mondiale DAT | Decathlon-AG2R La Mondiale DAT |
| ------------------------------ | ------------------------------ | ------------------------------ |
| Nr.                            | Rytter                         | Placering                      |
| 71                             | Benoît Cosnefroy (FRA)         | 6.                             |
| 72                             | Jaakko Hänninen (FIN)          | 88.                            |
| 73                             | Jordan Labrosse (FRA)          | DNF                            |
| 74                             | Paul Lapeira (FRA)             | 74.                            |
| 75                             | Bastien Tronchon (FRA)         | 26.                            |
| 76                             | Andrea Vendrame (ITA)          | 22.                            |
| 77                             | Nans Peters (FRA)              | 28.                            |

| EF Education-EasyPost EFE | EF Education-EasyPost EFE  | EF Education-EasyPost EFE |
| ------------------------- | -------------------------- | ------------------------- |
| Nr.                       | Rytter                     | Placering                 |
| 81                        | Richard Carapaz (ECU)      | 24.                       |
| 82                        | Alberto Bettiol (ITA)      | 70.                       |
| 83                        | Stefan de Bod (RSA)        | DNF                       |
| 84                        | Ben Healy (IRL) (landevej) | 12.                       |
| 85                        | Mikkel Honoré (DEN)        | 47.                       |
| 86                        | Neilson Powless (USA)      | 86.                       |
| 87                        | James Shaw (GBR)           | 78.                       |

| Groupama-FDJ GFC | Groupama-FDJ GFC                  | Groupama-FDJ GFC |
| ---------------- | --------------------------------- | ---------------- |
| Nr.              | Rytter                            | Placering        |
| 91               | Valentin Madouas (FRA) (landevej) | 15.              |
| 92               | Lewis Askey (GBR)                 | 104.             |
| 93               | Lorenzo Germani (ITA)             | 94.              |
| 94               | Romain Grégoire (FRA)             | 39.              |
| 95               | Lenny Martinez (FRA)              | 8.               |
| 96               | Olivier Le Gac (FRA)              | 73.              |
| 97               | Fabian Lienhard (SUI)             | 89.              |

| Intermarché-Wanty IWA | Intermarché-Wanty IWA   | Intermarché-Wanty IWA |
| --------------------- | ----------------------- | --------------------- |
| Nr.                   | Rytter                  | Placering             |
| 101                   | Lorenzo Rota (ITA)      | 29.                   |
| 102                   | Francesco Busatto (ITA) | 14.                   |
| 103                   | Kevin Colleoni (ITA)    | DNF                   |
| 104                   | Tom Paquot (BEL)        | DNF                   |
| 105                   | Simone Petilli (ITA)    | 91.                   |
| 106                   | Dion Smith (NZL)        | 58.                   |
| 107                   | Rein Taaramäe (EST)     | DNF                   |

| Israel-Premier Tech IPT | Israel-Premier Tech IPT | Israel-Premier Tech IPT |
| ----------------------- | ----------------------- | ----------------------- |
| Nr.                     | Rytter                  | Placering               |
| 111                     | Stephen Williams (GBR)  | 75.                     |
| 112                     | Simon Clarke (AUS)      | 46.                     |
| 113                     | Marco Frigo (ITA)       | DNF                     |
| 114                     | Krists Neilands (LAT)   | 16.                     |
| 115                     | Nadav Raisberg (ISR)    | 100.                    |
| 116                     | Riley Sheehan (USA)     | 105.                    |
| 117                     | Dylan Teuns (BEL)       | 23.                     |

| Lidl-Trek LTK | Lidl-Trek LTK                  | Lidl-Trek LTK |
| ------------- | ------------------------------ | ------------- |
| Nr.           | Rytter                         | Placering     |
| 121           | Andrea Bagioli (ITA)           | 82.           |
| 122           | Fabio Felline (ITA)            | DNF           |
| 123           | Jacopo Mosca (ITA)             | 60.           |
| 124           | Quinn Simmons (USA) (landevej) | DNF           |
| 125           | Toms Skujiņš (LAT)             | 2.            |
| 126           | Edward Theuns (BEL)            | DNF           |
| 127           | Mathias Vacek (CZE) (landevej) | DNF           |

| Lotto Dstny LTD | Lotto Dstny LTD           | Lotto Dstny LTD |
| --------------- | ------------------------- | --------------- |
| Nr.             | Rytter                    | Placering       |
| 131             | Maxim Van Gils (BEL)      | 3.              |
| 132             | Jenno Berckmoes (BEL)     | 92.             |
| 133             | Logan Currie (NZL)        | 65.             |
| 134             | Johannes Adamietz (GER)   | DNF             |
| 135             | Arjen Livyns (BEL)        | DNF             |
| 136             | Lennert Van Eetvelt (BEL) | 11.             |
| 137             | Sylvain Moniquet (BEL)    | DNF             |

| Movistar Team MOV | Movistar Team MOV           | Movistar Team MOV |
| ----------------- | --------------------------- | ----------------- |
| Nr.               | Rytter                      | Placering         |
| 141               | Davide Formolo (ITA)        | 7.                |
| 142               | Carlos Canal (ESP)          | 25.               |
| 143               | Iván García Cortina (ESP)   | 43.               |
| 144               | Nelson Oliveira (POR)       | 36.               |
| 145               | Vinicius Rangel Costa (BRA) | 102.              |
| 146               | Sergio Samitier (ESP)       | 93.               |
| 147               | Gonzalo Serrano (ESP)       | 35.               |

| Q36.5 Pro Cycling Team Q36 | Q36.5 Pro Cycling Team Q36 | Q36.5 Pro Cycling Team Q36 |
| -------------------------- | -------------------------- | -------------------------- |
| Nr.                        | Rytter                     | Placering                  |
| 151                        | Gianluca Brambilla (ITA)   | DNF                        |
| 152                        | Walter Calzoni (ITA)       | DNF                        |
| 153                        | Filippo Conca (ITA)        | 62.                        |
| 154                        | David de la Cruz (ESP)     | DNF                        |
| 155                        | Mark Donovan (GBR)         | 45.                        |
| 156                        | Alessandro Fancellu (ITA)  | DNF                        |
| 157                        | James Whelan (AUS)         | DNF                        |

| Soudal Quick-Step SOQ | Soudal Quick-Step SOQ    | Soudal Quick-Step SOQ |
| --------------------- | ------------------------ | --------------------- |
| Nr.                   | Rytter                   | Placering             |
| 161                   | Julian Alaphilippe (FRA) | DNF                   |
| 162                   | Kasper Asgreen (DEN)     | 40.                   |
| 163                   | Josef Černý (CZE)        | DNF                   |
| 164                   | Antoine Huby (FRA)       | 56.                   |
| 165                   | Paul Magnier (FRA)       | DNF                   |
| 166                   | Pieter Serry (BEL)       | DNF                   |
| 167                   | Mauri Vansevenant (BEL)  | 41.                   |

| Team dsm-firmenich PostNL DFP | Team dsm-firmenich PostNL DFP | Team dsm-firmenich PostNL DFP |
| ----------------------------- | ----------------------------- | ----------------------------- |
| Nr.                           | Rytter                        | Placering                     |
| 171                           | Romain Bardet (FRA)           | 17.                           |
| 172                           | Warren Barguil (FRA)          | DNF                           |
| 173                           | Romain Combaud (FRA)          | DNF                           |
| 174                           | Bram Welten (NED)             | DNF                           |
| 175                           | Chris Hamilton (AUS)          | 64.                           |
| 176                           | Frank van den Broek (NED)     | 61.                           |
| 177                           | Kevin Vermaerke (USA)         | 30.                           |

| Team Jayco AlUla JAY | Team Jayco AlUla JAY          | Team Jayco AlUla JAY |
| -------------------- | ----------------------------- | -------------------- |
| Nr.                  | Rytter                        | Placering            |
| 181                  | Davide De Pretto (ITA)        | DNF                  |
| 182                  | Lawson Craddock (USA)         | DNF                  |
| 183                  | Alessandro De Marchi (ITA)    | 81.                  |
| 184                  | Felix Engelhardt (GER)        | DNF                  |
| 185                  | Christopher Juul-Jensen (DEN) | DNF                  |
| 186                  | Rudy Porter (AUS)             | 53.                  |
| 187                  | Filippo Zana (ITA)            | 9.                   |

| Team Polti Kometa PTK | Team Polti Kometa PTK    | Team Polti Kometa PTK |
| --------------------- | ------------------------ | --------------------- |
| Nr.                   | Rytter                   | Placering             |
| 191                   | Davide De Cassan (ITA)   | DNF                   |
| 192                   | Erik Fetter (HUN)        | DNF                   |
| 193                   | Germán Darío Gómez (COL) | DNF                   |
| 194                   | Francisco Muñoz (ESP)    | 79.                   |
| 195                   | Andrea Pietrobon (ITA)   | HD                    |
| 196                   | Álex Martín (ESP)        | DNF                   |
| 197                   | Diego Sevilla (ESP)      | DNF                   |

| Team Visma \| Lease a Bike TVL | Team Visma \| Lease a Bike TVL | Team Visma \| Lease a Bike TVL |
| ------------------------------ | ------------------------------ | ------------------------------ |
| Nr.                            | Rytter                         | Placering                      |
| 201                            | Christophe Laporte (FRA)       | 10.                            |
| 202                            | Sepp Kuss (USA)                | DNF                            |
| 203                            | Bart Lemmen (NED)              | 44.                            |
| 204                            | Ben Tulett (GBR)               | 95.                            |
| 205                            | Tosh Van der Sande (BEL)       | DNF                            |
| 206                            | Attila Valter (HUN) (landevej) | 19.                            |
| 207                            | Julien Vermote (BEL)           | DNF                            |

| Tudor Pro Cycling Team TUD | Tudor Pro Cycling Team TUD      | Tudor Pro Cycling Team TUD |
| -------------------------- | ------------------------------- | -------------------------- |
| Nr.                        | Rytter                          | Placering                  |
| 211                        | Nils Brun (SUI)                 | 90.                        |
| 212                        | Lucas Eriksson (SWE) (landevej) | 66.                        |
| 213                        | Alexander Kamp (DEN)            | DNF                        |
| 214                        | Sébastien Reichenbach (SUI)     | 55.                        |
| 215                        | Roland Thalmann (SUI)           | DNF                        |
| 216                        | Hannes Wilksch (GER)            | 96.                        |
| 217                        | Luc Wirtgen (LUX)               | 31.                        |

| UAE Team Emirates UAD | UAE Team Emirates UAD          | UAE Team Emirates UAD |
| --------------------- | ------------------------------ | --------------------- |
| Nr.                   | Rytter                         | Placering             |
| 221                   | Tadej Pogačar (SLO) (landevej) | 1.                    |
| 222                   | Isaac Del Toro (MEX)           | DNF                   |
| 223                   | Filippo Baroncini (ITA)        | 48.                   |
| 224                   | Jan Christen (SUI)             | DNF                   |
| 225                   | Marc Hirschi (SUI) (landevej)  | 68.                   |
| 226                   | Domen Novak (SLO)              | DNF                   |
| 227                   | Tim Wellens (BEL)              | 13.                   |

| Uno-X Mobility UXM | Uno-X Mobility UXM               | Uno-X Mobility UXM |
| ------------------ | -------------------------------- | ------------------ |
| Nr.                | Rytter                           | Placering          |
| 231                | Magnus Cort (DEN)                | 27.                |
| 232                | Jonas Abrahamsen (NOR)           | 57.                |
| 233                | Martin Bugge Urianstad (NOR)     | 77.                |
| 234                | Odd Christian Eiking (NOR)       | 50.                |
| 235                | Markus Hoelgaard (NOR)           | 38.                |
| 236                | Jonas Iversby Hvideberg (NOR)    | HD                 |
| 237                | Anders Halland Johannessen (NOR) | DNF                |

| Bahrain Victorious TBV | Bahrain Victorious TBV  | Bahrain Victorious TBV |
| ---------------------- | ----------------------- | ---------------------- |
| Nr.                    | Rytter                  | Placering              |
| 241                    | Matej Mohorič (SLO)     | 5.                     |
| 242                    | Nicolò Buratti (ITA)    | DNF                    |
| 243                    | Matevž Govekar (SLO)    | 101.                   |
| 244                    | Fran Miholjević (CRO)   | 99.                    |
| 245                    | Andrea Pasqualon (ITA)  | 80.                    |
| 246                    | Torstein Træen (NOR)    | 103.                   |
| 247                    | Edoardo Zambanini (ITA) | 49.                    |

| Ineos Grenadiers IGD | Ineos Grenadiers IGD     | Ineos Grenadiers IGD |
| -------------------- | ------------------------ | -------------------- |
| Nr.                  | Rytter                   | Placering            |
| 1                    | Tom Pidcock (GBR)        | 4.                   |
| 2                    | Thymen Arensman (NED)    | DNF                  |
| 3                    | Geraint Thomas (GBR)     | 71.                  |
| 4                    | Kim Heiduk (GER)         | 72.                  |
| 5                    | Michał Kwiatkowski (POL) | DNF                  |
| 6                    | Salvatore Puccio (ITA)   | DNF                  |
| 7                    | Magnus Sheffield (USA)   | 18.                  |

| Alpecin-Deceuninck ADC | Alpecin-Deceuninck ADC      | Alpecin-Deceuninck ADC |
| ---------------------- | --------------------------- | ---------------------- |
| Nr.                    | Rytter                      | Placering              |
| 11                     | Quinten Hermans (BEL)       | 69.                    |
| 12                     | Nicola Conci (ITA)          | HD                     |
| 13                     | Michael Gogl (AUT)          | 63.                    |
| 14                     | Juri Hollmann (GER)         | 87.                    |
| 15                     | Oscar Riesebeek (NED)       | DNF                    |
| 16                     | Fabio Van den Bossche (BEL) | DNF                    |
| 17                     | Gianni Vermeersch (BEL)     | 32.                    |

| Arkéa-B&B Hotels ARK | Arkéa-B&B Hotels ARK     | Arkéa-B&B Hotels ARK |
| -------------------- | ------------------------ | -------------------- |
| Nr.                  | Rytter                   | Placering            |
| 21                   | Vincenzo Albanese (ITA)  | 97.                  |
| 22                   | Anthony Delaplace (FRA)  | DNF                  |
| 23                   | Simon Guglielmi (FRA)    | DNF                  |
| 24                   | Cristián Rodríguez (ESP) | DNF                  |
| 25                   | Kévin Ledanois (FRA)     | DNF                  |
| 26                   | Kévin Vauquelin (FRA)    | 21.                  |
| 27                   | Clément Venturini (FRA)  | 42.                  |

| Astana Qazaqstan Team AST | Astana Qazaqstan Team AST         | Astana Qazaqstan Team AST |
| ------------------------- | --------------------------------- | ------------------------- |
| Nr.                       | Rytter                            | Placering                 |
| 31                        | Simone Velasco (ITA) (landevej)   | 59.                       |
| 32                        | Jevgenij Fedorov (KAZ)            | DNF                       |
| 33                        | Gianmarco Garofoli (ITA)          | 33.                       |
| 34                        | Michele Gazzoli (ITA)             | DNF                       |
| 35                        | Gleb Brussenskij (KAZ) (landevej) | DNF                       |
| 36                        | Harold Martín López (ECU)         | HD                        |
| 37                        | Ide Schelling (NED)               | 76.                       |

| Bora-Hansgrohe BOH | Bora-Hansgrohe BOH     | Bora-Hansgrohe BOH |
| ------------------ | ---------------------- | ------------------ |
| Nr.                | Rytter                 | Placering          |
| 41                 | Sergio Higuita (COL)   | 34.                |
| 42                 | Giovanni Aleotti (ITA) | DNF                |
| 43                 | Cesare Benedetti (POL) | DNF                |
| 44                 | Patrick Gamper (AUT)   | DNF                |
| 45                 | Lennard Kämna (GER)    | 20.                |
| 46                 | Jonas Koch (GER)       | DNF                |
| 47                 | Daniel Martínez (COL)  | 37.                |

| Cofidis COF | Cofidis COF            | Cofidis COF |
| ----------- | ---------------------- | ----------- |
| Nr.         | Rytter                 | Placering   |
| 51          | Guillaume Martin (FRA) | 67.         |
| 52          | Thomas Champion (FRA)  | 54.         |
| 53          | Eddy Finé (FRA)        | DNF         |
| 54          | Jonathan Lastra (ESP)  | 98.         |
| 55          | Simon Geschke (GER)    | 52.         |
| 56          | Axel Mariault (FRA)    | DNF         |
| 57          | Axel Zingle (FRA)      | 85.         |

| Team Corratec-Vini Fantini COR | Team Corratec-Vini Fantini COR | Team Corratec-Vini Fantini COR |
| ------------------------------ | ------------------------------ | ------------------------------ |
| Nr.                            | Rytter                         | Placering                      |
| 61                             | Valerio Conti (ITA)            | DNF                            |
| 62                             | Davide Baldaccini (ITA)        | DNF                            |
| 63                             | Niccolò Bonifazio (ITA)        | DNF                            |
| 64                             | Valentin Darbellay (SUI)       | 84.                            |
| 65                             | Lorenzo Quartucci (ITA)        | 51.                            |
| 66                             | Kristian Sbaragli (ITA)        | 83.                            |
| 67                             | Mark Stewart (GBR)             | DNF                            |

| Decathlon-AG2R La Mondiale DAT | Decathlon-AG2R La Mondiale DAT | Decathlon-AG2R La Mondiale DAT |
| ------------------------------ | ------------------------------ | ------------------------------ |
| Nr.                            | Rytter                         | Placering                      |
| 71                             | Benoît Cosnefroy (FRA)         | 6.                             |
| 72                             | Jaakko Hänninen (FIN)          | 88.                            |
| 73                             | Jordan Labrosse (FRA)          | DNF                            |
| 74                             | Paul Lapeira (FRA)             | 74.                            |
| 75                             | Bastien Tronchon (FRA)         | 26.                            |
| 76                             | Andrea Vendrame (ITA)          | 22.                            |
| 77                             | Nans Peters (FRA)              | 28.                            |

| EF Education-EasyPost EFE | EF Education-EasyPost EFE  | EF Education-EasyPost EFE |
| ------------------------- | -------------------------- | ------------------------- |
| Nr.                       | Rytter                     | Placering                 |
| 81                        | Richard Carapaz (ECU)      | 24.                       |
| 82                        | Alberto Bettiol (ITA)      | 70.                       |
| 83                        | Stefan de Bod (RSA)        | DNF                       |
| 84                        | Ben Healy (IRL) (landevej) | 12.                       |
| 85                        | Mikkel Honoré (DEN)        | 47.                       |
| 86                        | Neilson Powless (USA)      | 86.                       |
| 87                        | James Shaw (GBR)           | 78.                       |

| Groupama-FDJ GFC | Groupama-FDJ GFC                  | Groupama-FDJ GFC |
| ---------------- | --------------------------------- | ---------------- |
| Nr.              | Rytter                            | Placering        |
| 91               | Valentin Madouas (FRA) (landevej) | 15.              |
| 92               | Lewis Askey (GBR)                 | 104.             |
| 93               | Lorenzo Germani (ITA)             | 94.              |
| 94               | Romain Grégoire (FRA)             | 39.              |
| 95               | Lenny Martinez (FRA)              | 8.               |
| 96               | Olivier Le Gac (FRA)              | 73.              |
| 97               | Fabian Lienhard (SUI)             | 89.              |

| Intermarché-Wanty IWA | Intermarché-Wanty IWA   | Intermarché-Wanty IWA |
| --------------------- | ----------------------- | --------------------- |
| Nr.                   | Rytter                  | Placering             |
| 101                   | Lorenzo Rota (ITA)      | 29.                   |
| 102                   | Francesco Busatto (ITA) | 14.                   |
| 103                   | Kevin Colleoni (ITA)    | DNF                   |
| 104                   | Tom Paquot (BEL)        | DNF                   |
| 105                   | Simone Petilli (ITA)    | 91.                   |
| 106                   | Dion Smith (NZL)        | 58.                   |
| 107                   | Rein Taaramäe (EST)     | DNF                   |

| Israel-Premier Tech IPT | Israel-Premier Tech IPT | Israel-Premier Tech IPT |
| ----------------------- | ----------------------- | ----------------------- |
| Nr.                     | Rytter                  | Placering               |
| 111                     | Stephen Williams (GBR)  | 75.                     |
| 112                     | Simon Clarke (AUS)      | 46.                     |
| 113                     | Marco Frigo (ITA)       | DNF                     |
| 114                     | Krists Neilands (LAT)   | 16.                     |
| 115                     | Nadav Raisberg (ISR)    | 100.                    |
| 116                     | Riley Sheehan (USA)     | 105.                    |
| 117                     | Dylan Teuns (BEL)       | 23.                     |

| Lidl-Trek LTK | Lidl-Trek LTK                  | Lidl-Trek LTK |
| ------------- | ------------------------------ | ------------- |
| Nr.           | Rytter                         | Placering     |
| 121           | Andrea Bagioli (ITA)           | 82.           |
| 122           | Fabio Felline (ITA)            | DNF           |
| 123           | Jacopo Mosca (ITA)             | 60.           |
| 124           | Quinn Simmons (USA) (landevej) | DNF           |
| 125           | Toms Skujiņš (LAT)             | 2.            |
| 126           | Edward Theuns (BEL)            | DNF           |
| 127           | Mathias Vacek (CZE) (landevej) | DNF           |

| Lotto Dstny LTD | Lotto Dstny LTD           | Lotto Dstny LTD |
| --------------- | ------------------------- | --------------- |
| Nr.             | Rytter                    | Placering       |
| 131             | Maxim Van Gils (BEL)      | 3.              |
| 132             | Jenno Berckmoes (BEL)     | 92.             |
| 133             | Logan Currie (NZL)        | 65.             |
| 134             | Johannes Adamietz (GER)   | DNF             |
| 135             | Arjen Livyns (BEL)        | DNF             |
| 136             | Lennert Van Eetvelt (BEL) | 11.             |
| 137             | Sylvain Moniquet (BEL)    | DNF             |

| Movistar Team MOV | Movistar Team MOV           | Movistar Team MOV |
| ----------------- | --------------------------- | ----------------- |
| Nr.               | Rytter                      | Placering         |
| 141               | Davide Formolo (ITA)        | 7.                |
| 142               | Carlos Canal (ESP)          | 25.               |
| 143               | Iván García Cortina (ESP)   | 43.               |
| 144               | Nelson Oliveira (POR)       | 36.               |
| 145               | Vinicius Rangel Costa (BRA) | 102.              |
| 146               | Sergio Samitier (ESP)       | 93.               |
| 147               | Gonzalo Serrano (ESP)       | 35.               |

| Q36.5 Pro Cycling Team Q36 | Q36.5 Pro Cycling Team Q36 | Q36.5 Pro Cycling Team Q36 |
| -------------------------- | -------------------------- | -------------------------- |
| Nr.                        | Rytter                     | Placering                  |
| 151                        | Gianluca Brambilla (ITA)   | DNF                        |
| 152                        | Walter Calzoni (ITA)       | DNF                        |
| 153                        | Filippo Conca (ITA)        | 62.                        |
| 154                        | David de la Cruz (ESP)     | DNF                        |
| 155                        | Mark Donovan (GBR)         | 45.                        |
| 156                        | Alessandro Fancellu (ITA)  | DNF                        |
| 157                        | James Whelan (AUS)         | DNF                        |

| Soudal Quick-Step SOQ | Soudal Quick-Step SOQ    | Soudal Quick-Step SOQ |
| --------------------- | ------------------------ | --------------------- |
| Nr.                   | Rytter                   | Placering             |
| 161                   | Julian Alaphilippe (FRA) | DNF                   |
| 162                   | Kasper Asgreen (DEN)     | 40.                   |
| 163                   | Josef Černý (CZE)        | DNF                   |
| 164                   | Antoine Huby (FRA)       | 56.                   |
| 165                   | Paul Magnier (FRA)       | DNF                   |
| 166                   | Pieter Serry (BEL)       | DNF                   |
| 167                   | Mauri Vansevenant (BEL)  | 41.                   |

| Team dsm-firmenich PostNL DFP | Team dsm-firmenich PostNL DFP | Team dsm-firmenich PostNL DFP |
| ----------------------------- | ----------------------------- | ----------------------------- |
| Nr.                           | Rytter                        | Placering                     |
| 171                           | Romain Bardet (FRA)           | 17.                           |
| 172                           | Warren Barguil (FRA)          | DNF                           |
| 173                           | Romain Combaud (FRA)          | DNF                           |
| 174                           | Bram Welten (NED)             | DNF                           |
| 175                           | Chris Hamilton (AUS)          | 64.                           |
| 176                           | Frank van den Broek (NED)     | 61.                           |
| 177                           | Kevin Vermaerke (USA)         | 30.                           |

| Team Jayco AlUla JAY | Team Jayco AlUla JAY          | Team Jayco AlUla JAY |
| -------------------- | ----------------------------- | -------------------- |
| Nr.                  | Rytter                        | Placering            |
| 181                  | Davide De Pretto (ITA)        | DNF                  |
| 182                  | Lawson Craddock (USA)         | DNF                  |
| 183                  | Alessandro De Marchi (ITA)    | 81.                  |
| 184                  | Felix Engelhardt (GER)        | DNF                  |
| 185                  | Christopher Juul-Jensen (DEN) | DNF                  |
| 186                  | Rudy Porter (AUS)             | 53.                  |
| 187                  | Filippo Zana (ITA)            | 9.                   |

| Team Polti Kometa PTK | Team Polti Kometa PTK    | Team Polti Kometa PTK |
| --------------------- | ------------------------ | --------------------- |
| Nr.                   | Rytter                   | Placering             |
| 191                   | Davide De Cassan (ITA)   | DNF                   |
| 192                   | Erik Fetter (HUN)        | DNF                   |
| 193                   | Germán Darío Gómez (COL) | DNF                   |
| 194                   | Francisco Muñoz (ESP)    | 79.                   |
| 195                   | Andrea Pietrobon (ITA)   | HD                    |
| 196                   | Álex Martín (ESP)        | DNF                   |
| 197                   | Diego Sevilla (ESP)      | DNF                   |

| Team Visma \| Lease a Bike TVL | Team Visma \| Lease a Bike TVL | Team Visma \| Lease a Bike TVL |
| ------------------------------ | ------------------------------ | ------------------------------ |
| Nr.                            | Rytter                         | Placering                      |
| 201                            | Christophe Laporte (FRA)       | 10.                            |
| 202                            | Sepp Kuss (USA)                | DNF                            |
| 203                            | Bart Lemmen (NED)              | 44.                            |
| 204                            | Ben Tulett (GBR)               | 95.                            |
| 205                            | Tosh Van der Sande (BEL)       | DNF                            |
| 206                            | Attila Valter (HUN) (landevej) | 19.                            |
| 207                            | Julien Vermote (BEL)           | DNF                            |

| Tudor Pro Cycling Team TUD | Tudor Pro Cycling Team TUD      | Tudor Pro Cycling Team TUD |
| -------------------------- | ------------------------------- | -------------------------- |
| Nr.                        | Rytter                          | Placering                  |
| 211                        | Nils Brun (SUI)                 | 90.                        |
| 212                        | Lucas Eriksson (SWE) (landevej) | 66.                        |
| 213                        | Alexander Kamp (DEN)            | DNF                        |
| 214                        | Sébastien Reichenbach (SUI)     | 55.                        |
| 215                        | Roland Thalmann (SUI)           | DNF                        |
| 216                        | Hannes Wilksch (GER)            | 96.                        |
| 217                        | Luc Wirtgen (LUX)               | 31.                        |

| UAE Team Emirates UAD | UAE Team Emirates UAD          | UAE Team Emirates UAD |
| --------------------- | ------------------------------ | --------------------- |
| Nr.                   | Rytter                         | Placering             |
| 221                   | Tadej Pogačar (SLO) (landevej) | 1.                    |
| 222                   | Isaac Del Toro (MEX)           | DNF                   |
| 223                   | Filippo Baroncini (ITA)        | 48.                   |
| 224                   | Jan Christen (SUI)             | DNF                   |
| 225                   | Marc Hirschi (SUI) (landevej)  | 68.                   |
| 226                   | Domen Novak (SLO)              | DNF                   |
| 227                   | Tim Wellens (BEL)              | 13.                   |

| Uno-X Mobility UXM | Uno-X Mobility UXM               | Uno-X Mobility UXM |
| ------------------ | -------------------------------- | ------------------ |
| Nr.                | Rytter                           | Placering          |
| 231                | Magnus Cort (DEN)                | 27.                |
| 232                | Jonas Abrahamsen (NOR)           | 57.                |
| 233                | Martin Bugge Urianstad (NOR)     | 77.                |
| 234                | Odd Christian Eiking (NOR)       | 50.                |
| 235                | Markus Hoelgaard (NOR)           | 38.                |
| 236                | Jonas Iversby Hvideberg (NOR)    | HD                 |
| 237                | Anders Halland Johannessen (NOR) | DNF                |

| Bahrain Victorious TBV | Bahrain Victorious TBV  | Bahrain Victorious TBV |
| ---------------------- | ----------------------- | ---------------------- |
| Nr.                    | Rytter                  | Placering              |
| 241                    | Matej Mohorič (SLO)     | 5.                     |
| 242                    | Nicolò Buratti (ITA)    | DNF                    |
| 243                    | Matevž Govekar (SLO)    | 101.                   |
| 244                    | Fran Miholjević (CRO)   | 99.                    |
| 245                    | Andrea Pasqualon (ITA)  | 80.                    |
| 246                    | Torstein Træen (NOR)    | 103.                   |
| 247                    | Edoardo Zambanini (ITA) | 49.                    |